# Hugo Jahnke
Curt Hugo Jahnke (* 6. März 1886 in Stockholm; † 12. Januar 1939 ebenda) war ein schwedischer Turner und Olympiasieger.
Jahnke nahm 1908 an den Olympischen Sommerspielen in London teil. Mit der aus 38 Männern bestehenden schwedischen Mannschaft gewann er die Goldmedaille im Geräteturnen vor Norwegen und Finnland.
Jahnke arbeitete als Architekt. Unter anderem war er einer der verantwortlichen Architekten beim Bau der neuen Gebäude der Technischen Hochschule Chalmers in Göteborg.